# Locomotive Act
Il Locomotive Act (noto anche come Red Flag Act, cioè Legge della bandiera rossa) si riferisce al Locomotives Act del 1865 introdotto dal Parlamento inglese come una della serie di misure di sicurezza per controllare l'uso di autoveicoli sulle autostrade pubbliche britanniche durante la seconda metà del XIX secolo.

## Scenario sociale
Il giornalista automobilistico e scrittore L. J. K. Setright notò che le leggi volevano contrastare lo sviluppo delle autovetture nel Regno Unito perché il governo aveva interessi economici, piuttosto, nella diffusione della viabilità su rotaia.

## Legislazione
- Il Locomotives on Highways Act del 1861:
  - Limitò il peso dei veicoli imposto a 12 tonnellate
  - Impose un limite di velocità (il primo della storia) di 10 mph (16 km/h) fuori dalle città e di 5 mph (8 km/h) nelle città.

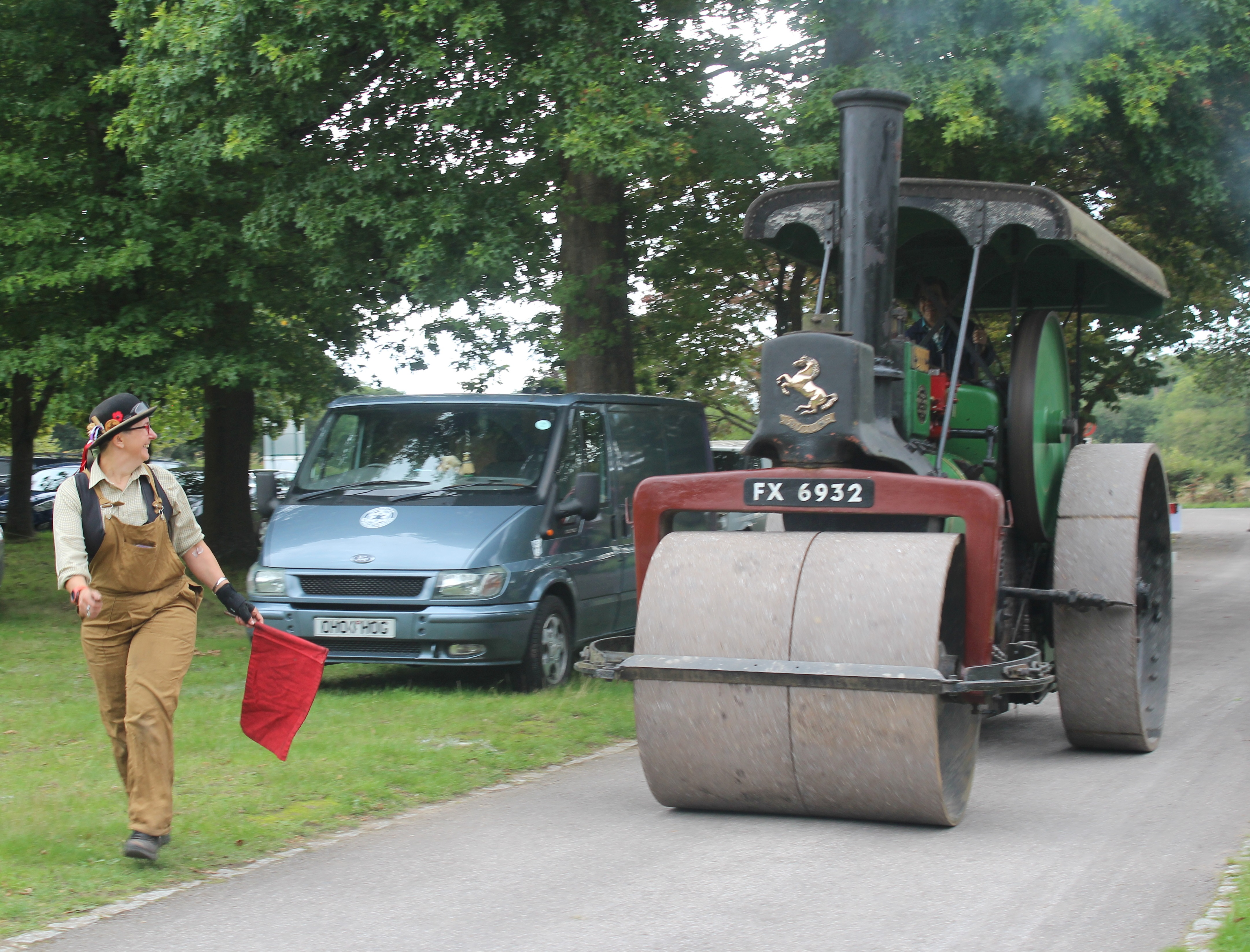
Steamroller preceduto da una bandiera rossa (Rural Life Centre, Tilford, Surrey).

- Il Locomotive Act del 1865 (noto anche come Red Flag Act):
  - Regolò il limite di velocità a 4 mph (6 km/h) nelle campagne e a 2 mph (3 km/h) nelle città.
  - Stabilì che le autovetture dovessero essere accompagnate da un gruppo di tre persone: un autista, un fuochista e un uomo con una bandiera rossa (da cui il nome Red Flag Act) che doveva camminare per 60 iarde (55 metri) davanti a ogni veicolo. L'uomo con la  bandiera rossa (o in alternativa una lanterna) costringeva il veicolo a mantenere un'andatura a passo d'uomo (che è di appunto 6 km/h) e aveva il compito di avvisare coloro che andavano a cavallo del passaggio di un autoveicolo.
- Highways and Locomotives (Emendamento) Act del 1878:
  - La bandiera rossa venne rimossa
  - La distanza da percorrere dal membro che procedeva a terra del gruppo di tre persone venne ridotto a 20 iarde (18 metri).
  - I veicoli avevano l'obbligo di fermarsi alla vista di un cavallo.
  - Ai veicoli era proibito produrre fumo e vapore in modo da evitare di spaventare i cavalli.[2]

## L'emancipazione
Sotto la pressione degli appassionati di macchine a motore, fra cui Harry J. Lawson, il governo introdusse il Locomotives on Highways Act del 1896, che diventò famoso col nome di The Emancipation Act, che definiva una nuova categoria di veicoli chiamati light locomotives (letteralmente locomotive leggere), che erano veicoli che avevano una massa a vuoto inferiore a 3 tonnellate. Questi veicoli non erano soggetti alla legge del gruppo di tre persone e il loro limite di velocità fu innalzato a 14 mph (22 km/h). Per ricordare l'Emancipation Act, Lawson organizzò la prima corsa London to Brighton Veteran Car Run nel 1896, corsa che viene ripetuta ogni anno dal 1927, a eccezione del periodo di guerre.
L'alleggerimento di queste restrizioni ha facilitato un serio avvio dell'industria automobilistica britannica.